# Théophane Matthew Thannickunnel
Théophane Matthew Thannickunnel OPraem (* 23. September 1928 in Plassanal; † 18. November 2016) war ein indischer Ordensgeistlicher und römisch-katholischer Bischof von Jabalpur.

## Leben
Théophane Matthew Thannickunnel trat der Ordensgemeinschaft der Prämonstratenser bei und empfing am 15. August 1959 die Priesterweihe.
Papst Paul VI. ernannte ihn am 1. März 1976 zum Bischof von Jabalpur. Der Erzbischof von Bhopal, Eugene Louis D’Souza MSFS, spendete ihm am 31. März des nächsten Jahres die Bischofsweihe; Mitkonsekratoren waren sein Amtsvorgänger Leobard D’Souza, Erzbischof von Nagpur, und Joseph Pallikaparampil, Weihbischof in Palai.
Am 16. Mai 2001 nahm Papst Johannes Paul II. seinen vorzeitigen Rücktritt an.